# SN 2001an
SN 2001an – supernowa odkryta 15 marca 2001 roku w galaktyce A100535-0128. W momencie odkrycia miała maksymalną jasność 19,10m.